# أزنق
أزنق هي قرية في مقاطعة ساوجبلاغ، إيران. يقدر عدد سكانها بـ 251 نسمة بحسب إحصاء 2016.